# Carmine Alfieri
Carmine Alfieri (Saviano, 18 febbraio 1943) è un mafioso e collaboratore di giustizia italiano, detto anche " 'o Ntufato " (l'arrabbiato) a causa del ghigno corrucciato che aveva impresso in viso, ha vissuto a Piazzolla di Nola (frazione dell'omonimo comune), sua roccaforte, è stato uno dei massimi esponenti della Camorra napoletana tra gli anni '80 e '90.

## Biografia
Carmine Alfieri detto "o' Ntufato" (soprannome che sta a indicare una persona sempre arrabbiata), dopo essere stato testimone dell'uccisione del padre, avvenuta al termine di un duello rusticano nelle campagne del nolano, giurando vendetta sul corpo del genitore, cosa che porterà a termine suo fratello Salvatore nel 1956 uccidendo Tore Notaro, conobbe l’ascesa nel mondo del crimine ad inizio degli anni sessanta quando ancor giovane fu arrestato per detenzione abusiva di armi da fuoco, estorsione e lesioni. Alfieri aumentava le sue entrate facendo l'usuraio, anche se ufficialmente era un commerciante di mobili e di carni, reinvestendo i soldi nella compravendita di terreni attraverso dei prestanome e nell'attività di finanziamento a commercianti e imprenditori incrementando così il suo patrimonio.
Nel 1974 ricevette dalla Camorra la consacrazione a "uomo d'onore", primo passo di una carriera criminale che lo porterà, a cavallo tra gli anni '80 e i '90, ad essere riconosciuto come uno dei più potenti e temuti boss, tra i primi, insieme al sodale Antonio Bardellino, a conferire, grazie anche ad importanti agganci ed influenze nel mondo politico e finanziario, un'impronta imprenditoriale alla criminalità organizzata in Campania. Alfieri fu arrestato nel febbraio del 1976 con l'accusa di aver fatto uccidere Giuseppe Glorioso, un piccolo pregiudicato di San Giuseppe Vesuviano, e in carcere a Poggioreale ebbe modo di frequentare Raffaele Cutolo; Alfieri verrà poi assolto nel febbraio del 1978 per insufficienza di prove. Nel frattempo gli uomini di Cutolo avevano preso il controllo di San Giuseppe Vesuviano e il boss di Ottaviano, dopo essere evaso dal manicomio di Aversa, propose ben due volte ad Alfieri di entrare a fare parte della nascente Nuova Camorra Organizzata. Cutolo prese male il suo ripetuto rifiuto e volle eliminarlo. Alfieri, allertato da un amico che invece aveva aderito alla NCO, insieme al fratello trovò protezione presso i fratelli Nuvoletta.
Fu in questi anni che nacque una confederazione di clan camorristici, chiamata la Nuova Famiglia, in cui confluivano i Nuvoletta, il clan dei Casalesi con Antonio Bardellino, Umberto Ammaturo e il clan Alfieri, vicina a Cosa Nostra, con l'obiettivo di contrastare la NCO di Cutolo.
Il 26 dicembre 1981 il fratello Salvatore venne ucciso a Pompei nel locale gestito dalla moglie. Il 6 gennaio 1982 Carmine Alfieri eseguirà la sua vendetta con il sequestro e l'uccisione di Alfonso Catapano fratello di un importante luogotenente di Cutolo. Il 21 gennaio Cutolo rispose facendo uccidere Nino Galasso, fratello di Pasquale, fedelissimo di Alfieri. Il 16 aprile 6 sicari fecero irruzione all'ospedale Procida di Salerno, bloccò gli agenti fuori dalla stanza e freddò Alfonso Rosanova, la mente della NCO. Il 29 gennaio 1983 toccò a Vincenzo Casillo, braccio destro di Cutolo, che saltò in aria con la sua auto a Roma. 
Con la morte di Casillo fu chiaro che Raffaele Cutolo aveva perso la guerra. Il suo potere diminuì considerevolmente. Non solo Cutolo, ma anche molti altri gruppi camorristici hanno compreso lo spostamento dei rapporti di forza causati dalla morte di Casillo. Molti affiliati della NCO abbandonarono la organizzazione e si allearono con la Nuova Famiglia.
Con Bardellino, che nel 1983 aveva preso le distanze dal doppiogiochista Lorenzo Nuvoletta, progettò e portò a compimento una delle più eclatanti carneficine di camorra ovvero la strage di Torre Annunziata: un commando composto da almeno 14 persone arrivò a Torre Annunziata a bordo di un pullman e di due auto, entrò nel circolo dei pescatori, aprì il fuoco, uccise 8 persone appartenenti al clan Gionta e ne ferì 7. Per l'eccidio, dopo l'ergastolo in primo grado, Alfieri verrà assolto in appello grazie alla corruzione del procuratore Armando Cono Lancuba.
La Nuova Famiglia si era data alcune regole fondamentali tra le quali quelle di non praticare mai estorsioni a commercianti né traffici di stupefacenti né sequestri che potessero attirare l'attenzione delle forze dell'ordine, un modus operandi opposto a quello di Cutolo che aveva seminato il terrore con estorsioni a piccoli negozianti. 
Alfieri puntò quindi al business degli appalti avendo intuito che avrebbero fruttato moltissimo.
Dopo essere diventato uno dei latitanti più ricercati dalla polizia, fu arrestato dai Carabinieri su soffiata del fidato Pasquale Galasso, arrestato il 9 maggio e pentitosi dopo poco tempo, l'11 settembre 1992 a Scisciano, all'interno del sotterraneo di una masseria locale, mentre era in compagnia del suo vice Marzio Sepe (arrestato per favoreggiamento, scarcerato dopo sei mesi e poi di nuovo arrestato il 6 settembre 1996) e del guardaspalle Gaetano Cesarano.
Al mutismo offerto ai magistrati una volta arrestato seguì il trasferimento a Pianosa dove venne rinchiuso al 41 bis. Nell'estate del 1993 chiese ed ottenne di incontrare Roberti e Mancuso, i PM della DDA di Napoli, ai quali manifestò l'intenzione di diventare un collaboratore di giustizia venendo così trasferito nella struttura meno restrittiva di Lanciano. Il trasferimento insospettì i suoi sodali e così Geppino Autorino, uno dei sicari del clan Alfieri, rapì il figlio di Alfieri, Antonio, davanti a una discoteca del Salernitano. Alfieri, di concerto con i magistrati, organizzò un finto ripensamento e a settembre fece ritorno a Pianosa. Autorino e gli altri abboccarono e rilasciarono Antonio. 
Alfieri continuò a collaborare rivendicando la responsabilità, diretta e indiretta, in circa 150 omicidi, confessando insospettabili intrecci e protezioni a livello istituzionale, tirando in ballo uomini politici all'epoca assai in vista (Antonio Gava, Paolo Cirino Pomicino, Alfredo Vito, Vincenzo Meo e Raffaele Mastrantuono) e chiarendo la posizione del suo braccio destro, il mammasantissima Galasso, all'interno della Nuova Famiglia. Particolarmente inquietanti furono, infine, le ultime dichiarazioni sul business dei rifiuti tossici sversati nell'area agricolo-industriale di Boscofangone, bretella di collegamento tra i comuni di Nola, Marigliano ed Acerra, area tristemente denominata "Triangolo della morte Acerra-Nola-Marigliano" a causa dell'alta percentuale di morti per cause tumorali. Stando alla sua testimonianza, l'intero complesso del CIS-Interporto-Vulcano Buono sarebbe stato edificato su terreni nei quali sarebbero stati sversati rifiuti "speciali" provenienti da fabbriche del nord Italia e della Germania.
A causa della sua collaborazione con gli inquirenti ha subito numerosi lutti, tra i quali l'uccisione del figlio Antonio il 20 settembre 2002, di suo fratello Francesco l'11 dicembre 2004, di un nipote e del genero Vincenzo Giugliano il 18 dicembre 2007.